# Mycomatériau

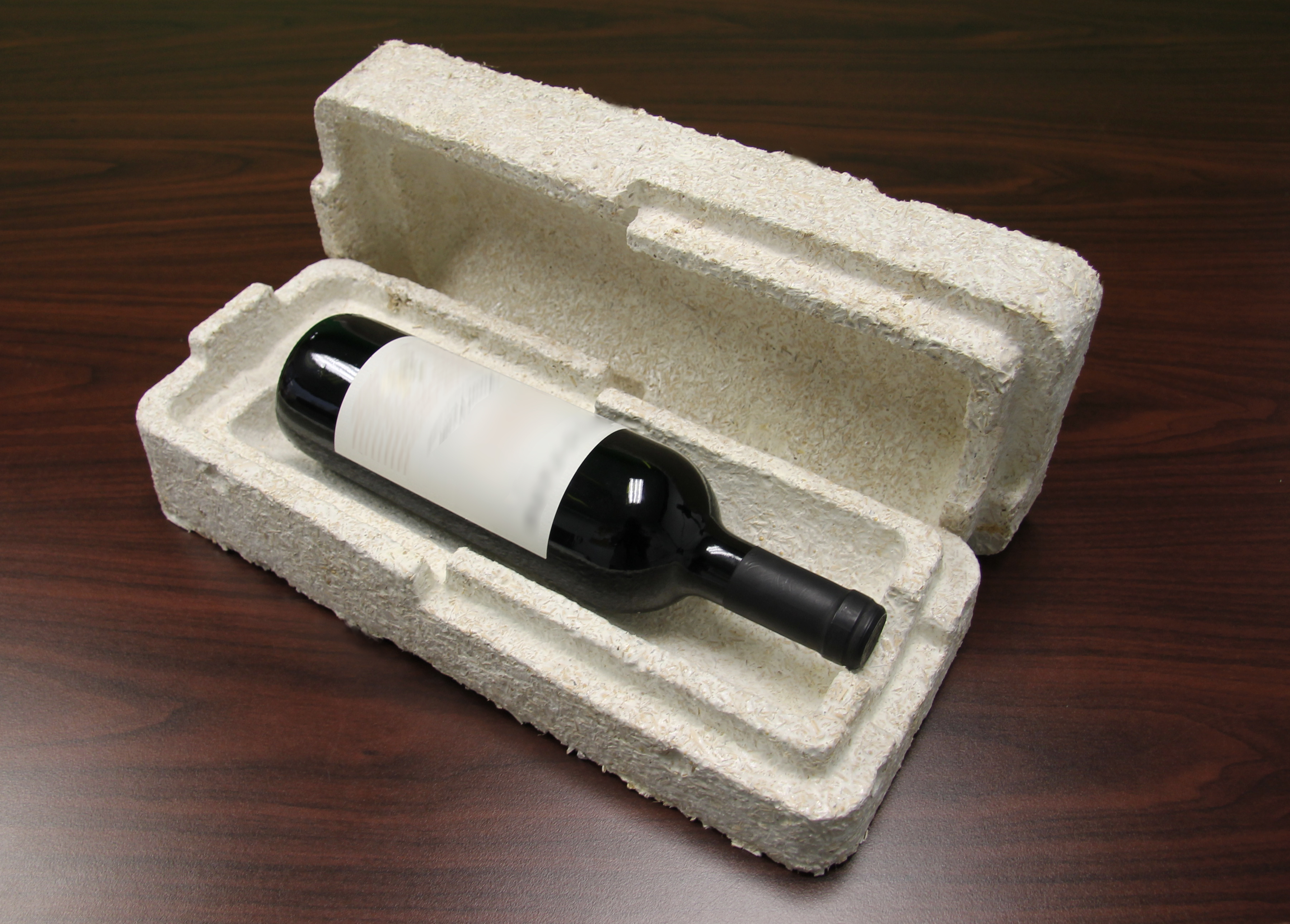
Prototype d'emballage en mycomatériau pour l'expédition d'une bouteille de vin.

Un mycomatériau est un matériau fabriqué à partir de champignons. De la préhistoire au début du xxe siècle, la partie stérile des fructifications de Polypores est couramment utilisée comme allume-feu sous le nom d'amadou. Depuis les années 2000, il s'agit de matériaux composites biosourcés et biodégradables constitués en premier lieu d'un substrat chargé en cellulose, notamment de fibres végétales et de sous-produits agricoles et forestiers, et en deuxième lieu du mycélium de champignon saprobionte, c'est-à-dire se nourrissant de matière organique morte. Le mycélium est un réseau dense de fins filaments, appelés hyphes, qui se développe et fusionne en se liant au substrat pour former un matériau solide et léger. Trois grandes familles de mycomatériaux se distinguent : ceux comparables à certains plastiques comme le polystyrène expansé et les films alimentaires utilisés dans l'emballage, l'isolation thermique et phonique et le mobilier ; ceux comparables aux briques d'argile utilisés dans le bâtiment et ceux comparables au cuir utilisés dans la maroquinerie. Ces procédés de fabrication sont utilisés par les architectes, designers et artistes dans le cadre de leur recherche d'éthique et d'innovation. Enfin, des recherches de la NASA portent sur la création d'habitats auto-générés en mycomatériaux pour la colonisation de la Lune et de Mars.

## Matériaux traditionnels

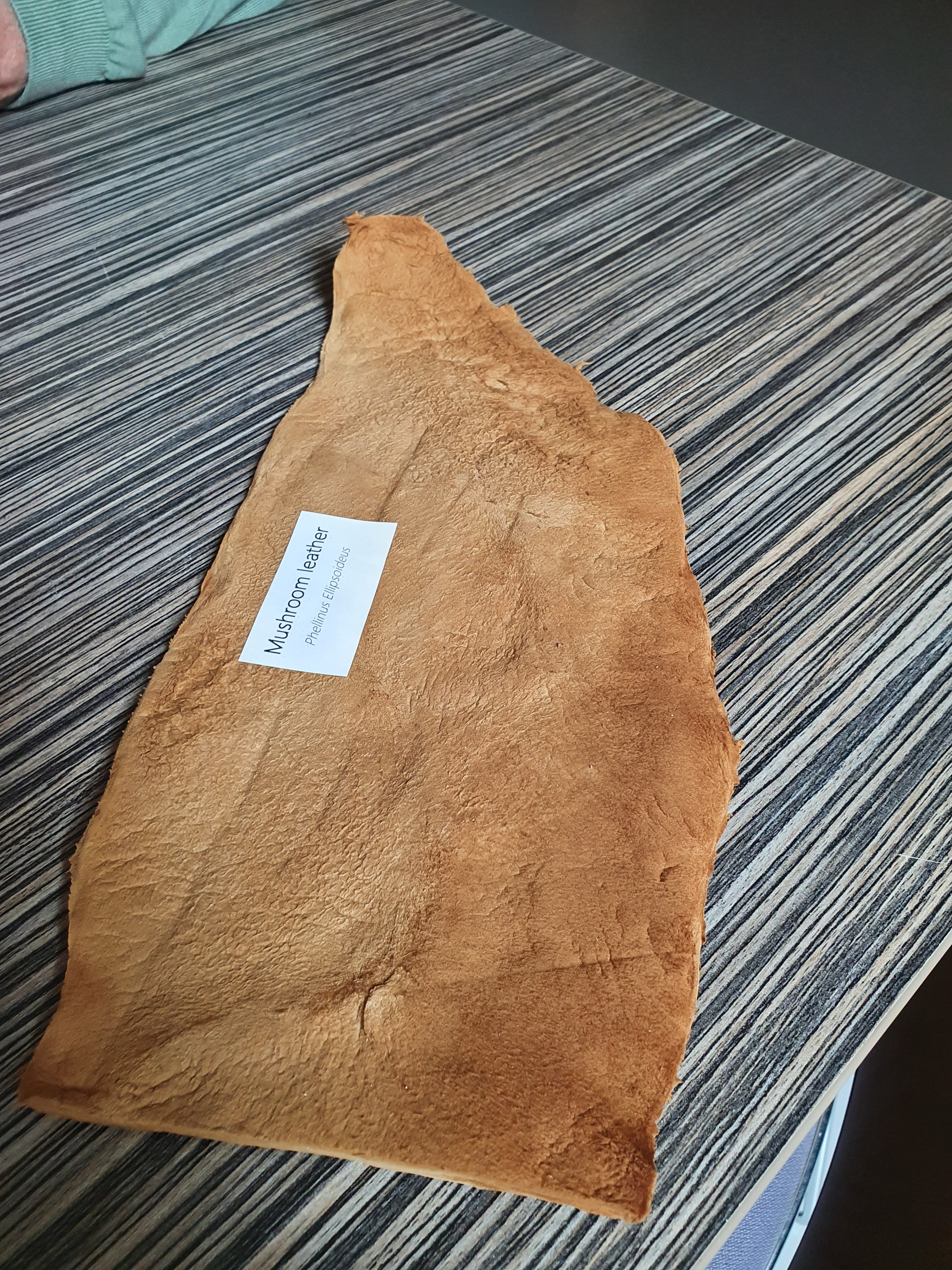
Amadou issu de Phellinus ellipsoideus.

Du néolithique avec Ötzi à la première guerre mondiale avec les poilus, les fructifications des Polypores, dont Fomes fomentarius , sont récoltées pour produire par martelage de la partie végétative un feutre nommé « amadou ». Il est essentiellement utilisé en tant qu'allume-feu. Plus marginalement, il est utilisé comme cuir pour la confection de vêtements mais aussi comme séchoir de mouche de pèche et pansement hémostatique ainsi que dans la préparation de déodorants et d'objets de décoration.

## Matériaux modernes

### Espèces de champignons concernées
Les Basidiomycètes (Amanites, Bolets, Polypores) sont préférés aux Ascomycètes (Morilles, Pézizes) car ils peuvent construire des structures organiques plus grandes et plus complexes. De plus, ils sont plus aptes à produire des biocomposites à cause de leurs septa, des parois cellulaires transversales pouvant s'ouvrir ou se fermer qui limitent la perte de cytoplasme lorsque les hyphes sont endommagées, ce qui accélère le développement du réseau ; et à cause du phénomène d'anastomose qui permet la fusion d'hyphes et produit un réseau plus homogène favorisant la rapidité des échanges de nutriments,.
Parmi les espèces de champignons utilisées se trouvent uniquement des espèces saprobiontes, c'est-à-dire se nourrissant de matière organique morte,  et parmi celles-ci, principalement celles décomposant la cellulose et minoritairement les espèces dégradant la lignine. Il s'agit par exemple de Flammulina velutipes, de Ganoderma tsugae et autres Ganoderma, de Trametes versicolor et autres Trametes, de Cyclocybe aegerita, de Pleurotus ostreatus et autres Pleurotus, d'Inonotus obliquus, de Fomitopsis pinicola, de Fomitopsis betulina et d'Irpex lacteus,,,.

### Substrat

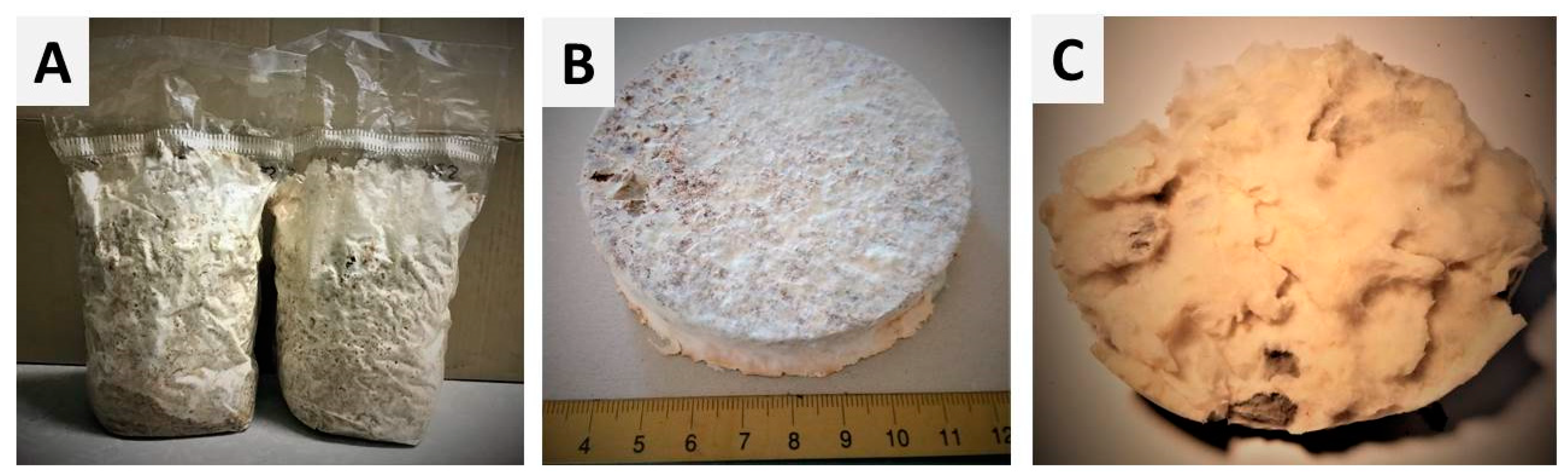
Sacs de culture avec croissance mycélienne en cours (A) et biocomposite final (B,C).

Le substrat utilisé doit être riche en cellulose. Il peut être un sous-produit agricole ou forestier comme les coques de noix de coco et de café, le tourteau de cassis, les pailles et le son de céréales, les copeaux et la sciure de bois mais aussi des fibres végétales cultivées à cet effet comme le chanvre. Le choix du substrat dépend des besoins de l'espèce de champignon utilisée ainsi que de la fonction et des propriétés requises du produit final,. La rotation des fibres c'est-à-dire leur rigidité axiale, leur teneur et leur longueur ont un impact sur les performances du composite dans son ensemble, le premier étant le facteur le plus déterminant,,,.

### Procédé de fabrication

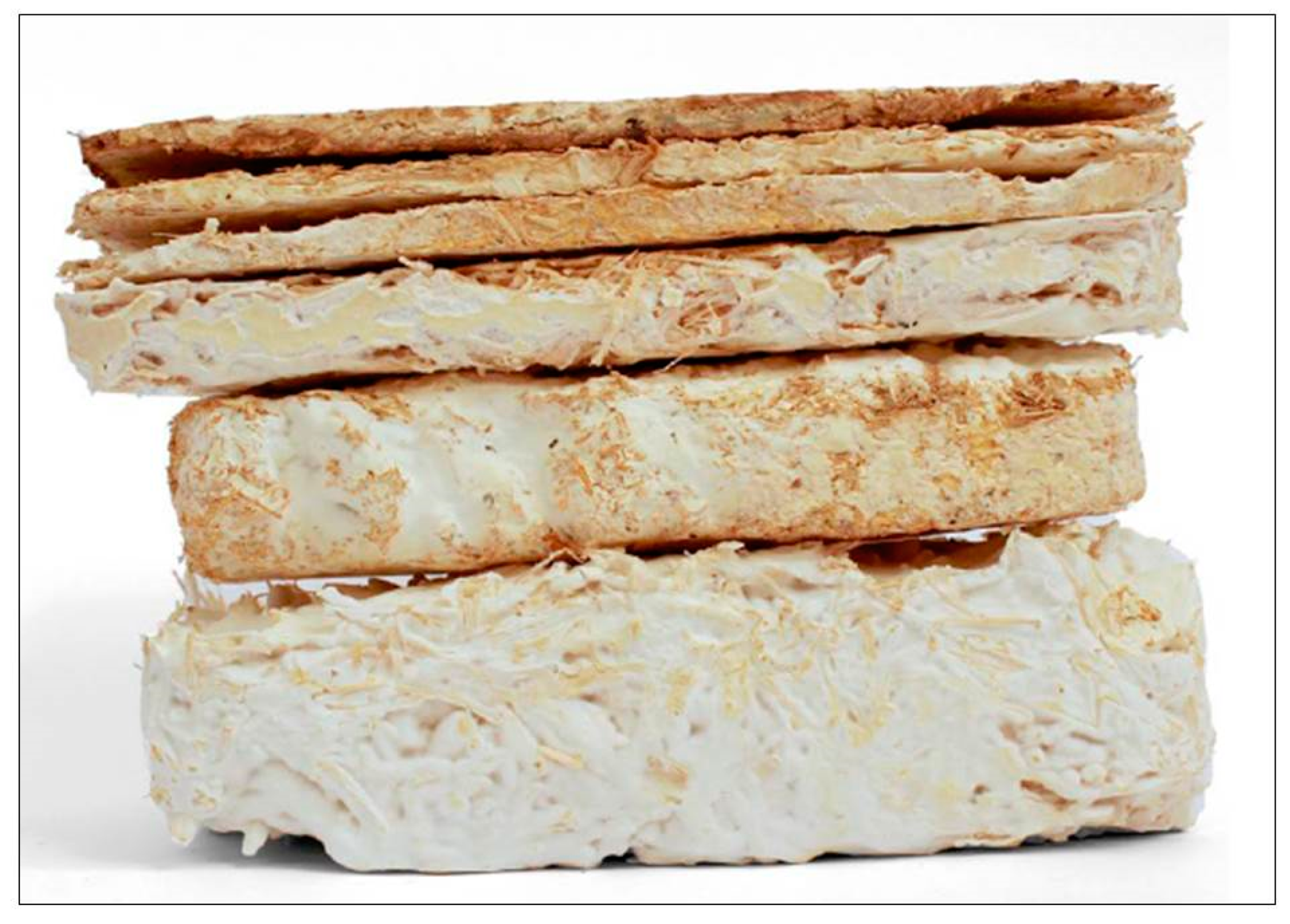
Mycomatériau aux propriétés proches de celles du polystyrène expansé.

Les mycomatériaux modernes sont produits en six étapes. La production commence par la création d'un substrat qui, afin d'éviter toute contamination par d'autres organismes, est stérilisé par pasteurisation, solution d'eau oxygénée ou par compostage naturel. Il est ensuite inoculé de mycélium. La colonisation peut commencer à condition de réunir les caractéristiques un environnementales adéquates, généralement une humidité de 90 %, une température supérieure à 30 °C, pas de lumière et un air saturé en dioxyde de carbone et dioxygène. Lorsque le mycélium est complètement développé, sa croissance est arrêtée par chauffage afin d'éviter la consommation totale du substrat et la production de fructifications. Enfin, le matériau peut être traité mécaniquement en étant par exemple comprimé ou traité chimiquement avec une finition de surface,,,.
Les procédés de fabrication du cuir fongique présentent des particularités propres comme une culture dans un milieu nutritif liquide ou solide et des similarité à la fabrication du papier.

### Avantages et inconvénients

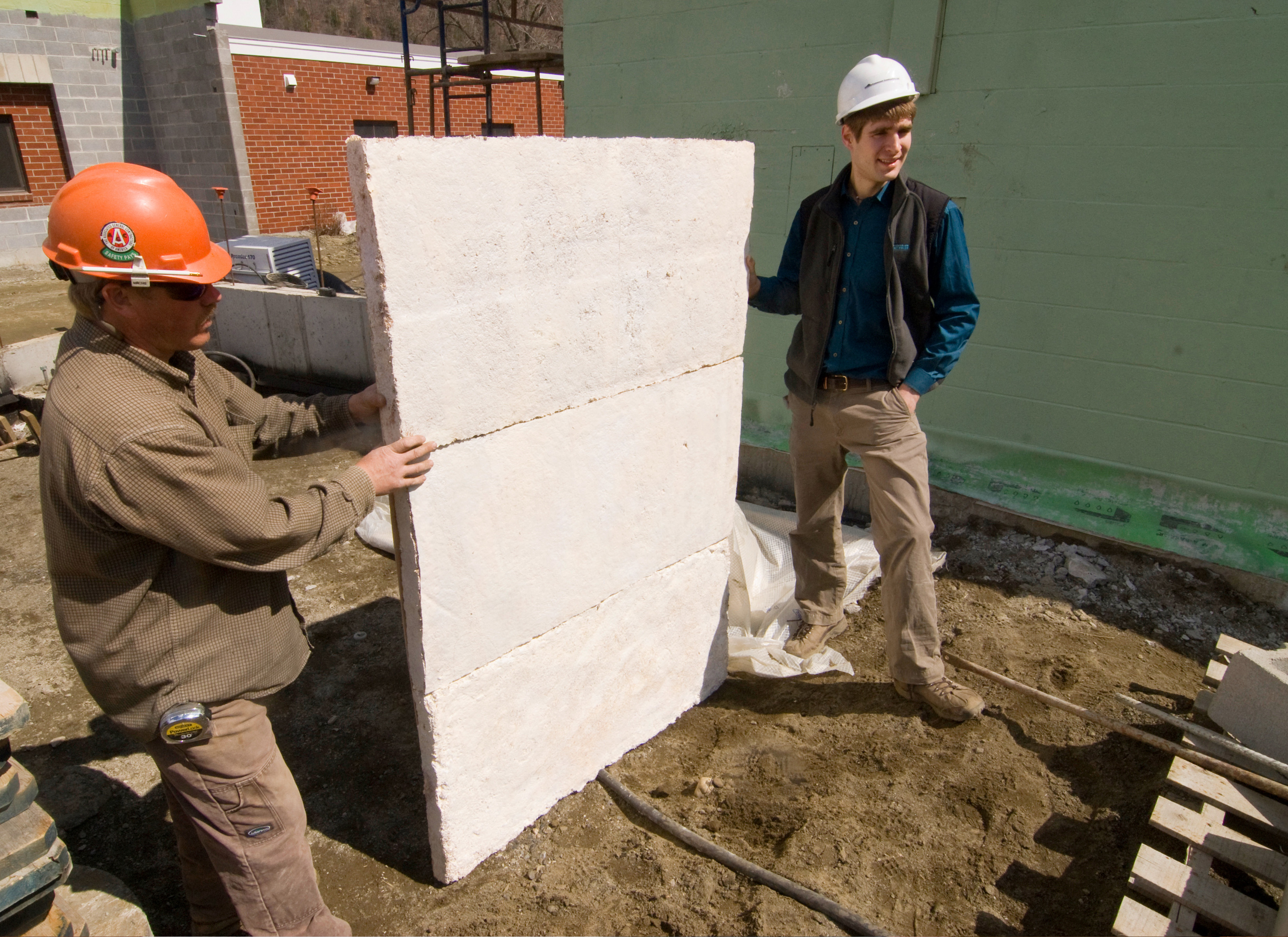
Panneau isolant en mycomatériau.

Les mycomatériaux présentent des coûts de fabrication et de consommation d'énergies inférieurs aux matériaux basés sur la pétrochimie en raison de l'absence d'extraction de matière première et de leurs traitements. Leur fabrication peut se baser sur des cycles vertueux en utilisant des substrats issus de sous-produits agricoles et forestiers, en étant bio-dégradés en fin de vie et en utilisant peu de combustibles fossiles. L'impact environnemental de la fabrication est faible tant au niveau de la production de carbone que des pollutions générées. Ils sont légers, supportent les contraintes de compression et de tension, sont ininflammables et imperméables,,. 
Les principales faiblesses des mycomatériaux sont la nécessité d'un environnement spécifique pendant la période de croissance et par conséquent la consommation d'énergie pour maintenir cet environnement. De plus, en raison du processus de croissance autonome, il existe un facteur d'incontrôlabilité et d'incertitude quant aux propriétés du matériau final,,. 

### Applications possibles

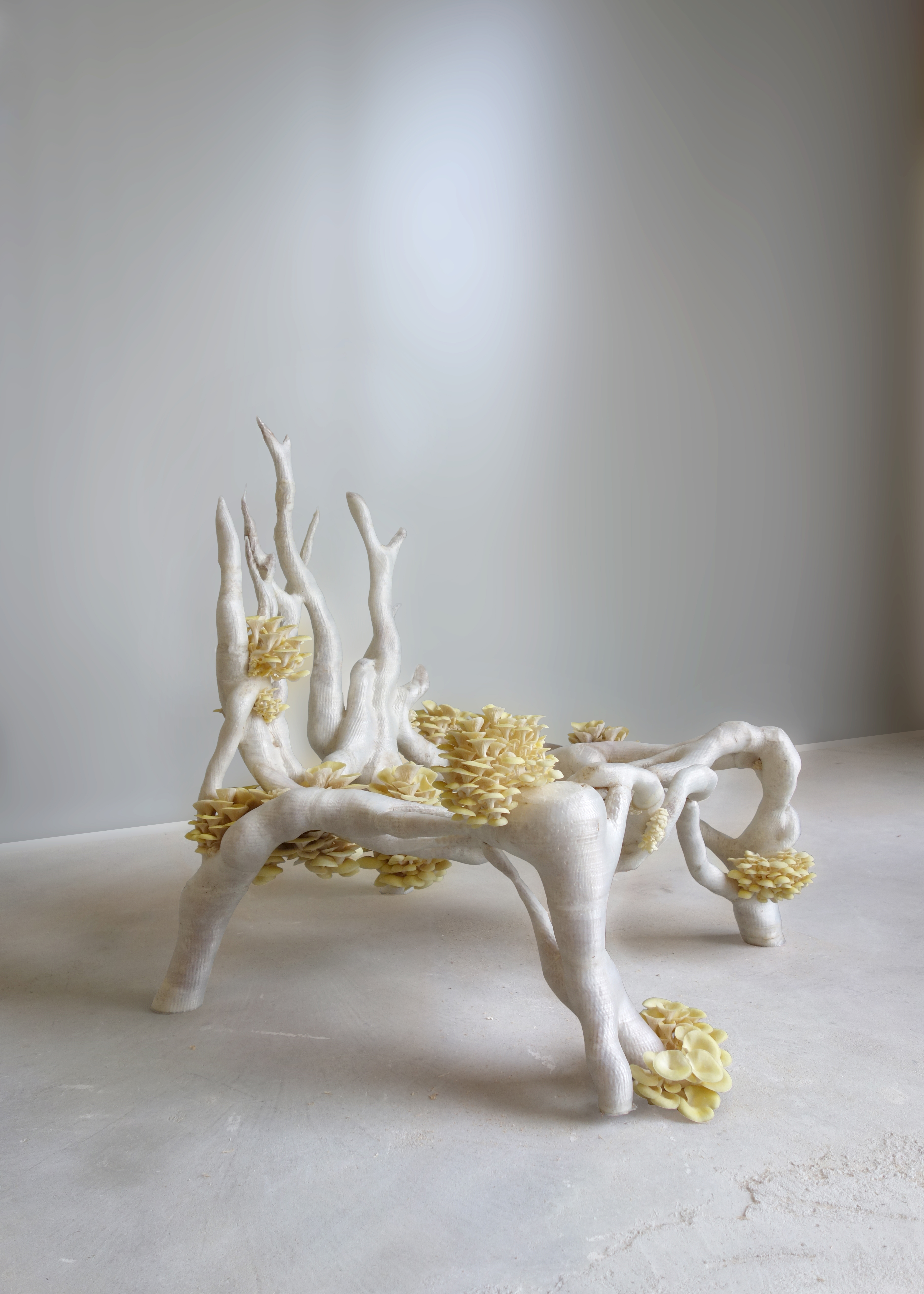
Chaise design en mycomatériau dont la croissance du mycélium n'a pas été arrêtée et qui par conséquent fructifie.

Au début des années 2020, les mycomatériaux sont encore au stade expérimental. Ils sont l'objet d'études de la part de designers, d'artistes et d'architectes, de recherches scientifiques, et de multiples dépôts de brevet,. Quelques entreprises de biotechnologies produisent et commercialisent des mycomatériaux, notamment du cuir de champignon ; le secteur est jugé très prometteur,.
Les mycomatériaux peuvent être appliqués au bâtiment sous forme de briques souples dont la faible résistance à la compression est compensée par leur faible poids, sous forme de panneaux en alternative aux panneaux de particules composés de formaldéhyde et au polystyrène expansé dans les panneaux sandwich. Leur légèreté, leur faible conductivité thermique et l'amortissement des vibrations permettent de les utiliser en isolant thermique et acoustique,,,,.
Sous la forme de polystyrène expansé, les mycomatériaux peuvent également être utiles dans l'emballage, de même que sous la forme de film alimentaire,.
Au même titre que les cuirs végétaux, les mycomatériaux représentent une alternative aux cuirs animaux et synthétiques pour une utilisation dans l'ameublement, l'habillement, les chaussures et les équipements sportifs.

### Une possible application pour la colonisation spatiale

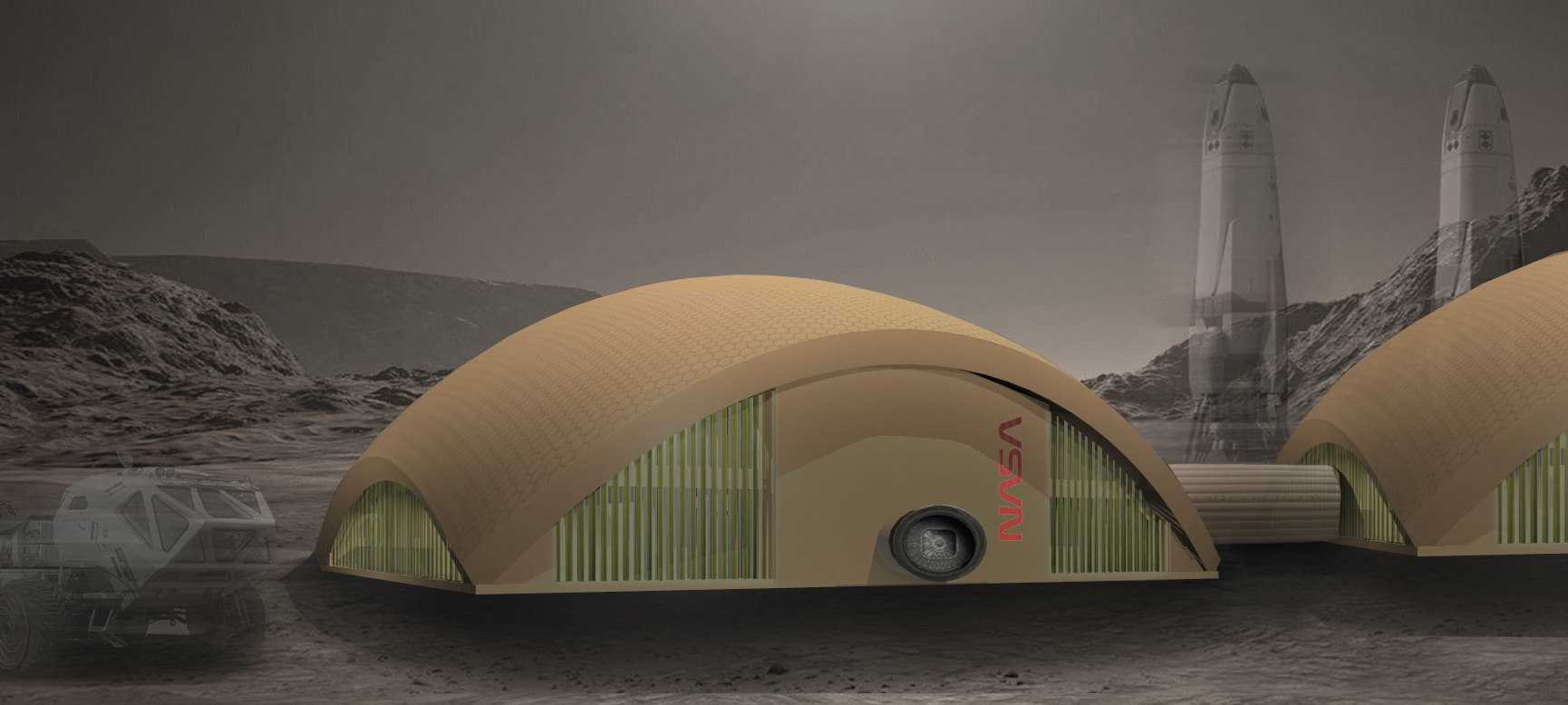
Vue d'artiste d'un habitat spatial hypothétique construit en mycomatériaux.

Afin d'offrir un espace de vie et de travail aux astronautes pour la colonisation de la Lune et de Mars, la NASA développe de nouvelles technologies. Dans le cadre du projet Innovative Advanced Concepts, l'agence spatiale s'intéresse aux mycomatériaux. En effet, associés à des bactéries autotrophes comme Bacillus subtilis en tant que substrat, ils pourraient radicalement limiter le poids transporté au départ de la Terre en permettant d'auto-générer un habitat et un mobilier isolant des radiations, étanches à la vapeur d'eau, ininflammables et ne dégageant pas de gaz. En fin de vie, ces matériaux pourraient être transformés en engrais pour l'agriculture de la mission ou la production de nouveaux mycomatériaux. Cependant, le nombre d'inconnues reste très importantes. En 2022, le projet est dans sa première phase de réflexion et d'expérimentation.
Certaines espèces de champignons mélanisés comme Cryptococcus neoformans, Cladosporium sphaerospermum (en) et Exophiala dermatitidis (en) sont capables de survivre aux radations solaires voire, pour la dernière, d'être favorisée dans son développement,. Ces espèces fongiques pourraient être associées à la régolithe ainsi qu'à différents métaux afin de créer des matériaux composites aux propriétés spécifiques,.